# Parti populaire danois
Pour les articles homonymes, voir DF et DFP.
Le Parti populaire danois (Dansk Folkeparti, abrégé DF ou DFP) est un parti politique nationaliste danois fondé en 1995.

## Histoire
Le Parti populaire danois est créé en 1995 à partir du Parti du Progrès (PP), un parti centré sur le rejet de l’impôt sur le revenu et de l’État-providence.
Au Parlement européen, il fait partie du groupe Conservateurs et réformistes européens depuis 2014. Lors de la législature précédente, il faisait partie du groupe Europe libertés démocratie.
Il se présente aux élections sous la lettre O.
Présidé par Pia Kjærsgaard depuis sa création, le parti change de direction en septembre 2012, sa présidente choisissant Kristian Thulesen Dahl, député depuis 1994, pour lui succéder. Une scission, dénommée Fokus, se forme en 2010.
Le Parti populaire danois réalise une percée électorales aux élections législatives de 2001, obtenant 12 % des voix, ce qui fit alors de lui le troisième parti du pays. Il soutient depuis lors systématiquement les gouvernements de droite, lors des quatorze ans qu’ils ont passé au pouvoir (de 2001 à 2011 puis de 2015 à 2019). Il contribue ainsi à introduire des restrictions significatives à l’accueil de migrants (conditions drastiques imposées lors des mariages binationaux, saisi de l'argent liquide et des objets de valeur appartenant aux migrants, etc).

## Idéologie
Le Parti populaire danois est un parti nationaliste,, et de droite populiste,, qui se positionne à la droite,,, à l'extrême droite,, de l'échiquier politique. Les objectifs déclarés du parti sont de protéger la liberté et l'héritage culturel du peuple danois, y compris la famille, la monarchie et l'Église du Danemark, d'appliquer une règle de droit stricte, d'empêcher le Danemark de devenir une société multiculturelle en limitant l'immigration et en promouvant l'assimilation culturelle des immigrants admis, de maintenir un système de protection sociale solide pour les personnes dans le besoin, de promouvoir l'esprit d'entreprise et la croissance économique en renforçant l'éducation et en encourageant les gens à travailler, de protéger l'environnement et les ressources naturelles, et de protéger la souveraineté du Danemark contre l'Union européenne. Par rapport à son prédécesseur, le Parti du progrès, le parti se concentre davantage sur l'immigration, tout en étant plus pragmatique sur d'autres sujets,. Bien que globalement considéré comme faisant partie de la droite radicale, ses positions sur la plupart des questions économiques placeraient plutôt le parti au centre ou au centre gauche (au Folketing, il siège à gauche des conservateurs). L'ancien dirigeant du parti, Kristian Thulesen Dahl, a un jour déclaré que le parti était anti-musulman. Pour Nils Holtug, professeur à l'université de Copenhague, « la façon dont il combine des propositions sur l'immigration très restrictives et des visions plus sociales-démocrates sur l'État-providence explique une grande part de son succès ». Le parti s'oppose à toute construction de parcs éoliens terrestres. Il propose de rendre obligatoire l'étude des caricatures ciblant Mahomet à l'école.

### Immigration
Il est opposé à l'immigration. Le parti estime que le Danemark n'est pas naturellement un pays d'immigration. Le parti n'accepte pas non plus une transformation multiethnique du Danemark, et rejette le multiculturalisme. L'ancienne chef du parti, Pia Kjærsgaard, a déclaré qu'elle ne voulait « pas d'un Danemark en tant que société multiethnique et multiculturelle », et qu'un Danemark multiethnique serait un « désastre national ». Le parti cherche à réduire drastiquement l'immigration non-occidentale, s'oppose à l'assimilation culturelle des immigrants de toutes les religions et la favorise. En 2010, le parti a proposé de mettre un terme complet à toute immigration en provenance de pays non occidentaux, dans la continuité d'une proposition faite le mois précédent pour durcir la règle des 24 ans (en). Il fait toutefois la distinction entre les immigrants, ceux qui ont l'intention de rester au Danemark de manière permanente, et les réfugiés, ceux qui ne seront au Danemark que pour la durée du conflit, mais qui ont finalement l'intention de rentrer chez eux. Le parti a déclaré qu'il est plus qu'heureux d'aider ceux qui sont dans le besoin, mais qu'il a une responsabilité morale envers le peuple danois de garder le Danemark danois.
La coopération avec le gouvernement de coalition conservateur-libéral a abouti à la mise en œuvre de certaines de leurs principales revendications, en particulier de fortes restrictions dans les politiques d'immigration, qui ont abouti à ce qui est souvent décrit comme les lois d'immigration les plus strictes d'Europe. Le nouveau gouvernement a promulgué des règles qui empêchent les citoyens danois et autres de faire venir un conjoint étranger dans le pays, à moins que les deux partenaires ne soient âgés de 24 ans ou plus, ne passent un test de solvabilité montrant que le Danois n'a pas réclamé de sécurité sociale pendant 12 mois, et ne puissent déposer une caution de 60 011 couronnes (environ 10 100 dollars). L'un des objectifs déclarés de cette mesure était de lutter contre les mariages arrangés. Ces nouvelles règles ont eu pour effet qu'alors qu'environ 8 151 permis de regroupement familial étaient accordés en 2002, leur nombre était tombé à 3 525 en 2005. Certaines prestations sociales destinées aux réfugiés ont également été réduites de 30 à 40 % au cours des sept premières années du pouvoir. Les allocations de chômage ordinaires ont été remplacées par une « aide au démarrage » réduite. Alors que l'objectif déclaré de la coalition gouvernementale était d'améliorer l'intégration en incitant les gens à travailler, le porte-parole du parti pour l'immigration, Søren Krarup (en), s'est dit satisfait que l'aide au démarrage ait fortement diminué le nombre de réfugiés économiques, leur montrant que « l'on ne trouve pas d'or dans la rue, comme on l'a dit dans le tiers monde ».
En 2019, sa ligne et son discours concernant l'immigration sont décrites par l'AFP comme faisant « largement consensus, à droite comme à gauche ». Cette ligne politique se traduit par le refus du regroupement familial pour les conjoints de moins de 24 ans, la saisie des effets de valeur des migrants et des peines aggravées pour les délits commis dans certains quartiers sensibles.

### Politique étrangère
Le parti s'oppose à une cession de la souveraineté du Danemark à l'Union européenne et s'oppose à une plus grande intégration de l'UE et à l'eurofédéralisme. Il s'oppose également à l'euro et souhaite maintenir la couronne danoise. Il s'oppose également à l'adhésion potentielle de la Turquie à l'Union européenne. Le parti est eurosceptique,.
Le parti a initialement voté en faveur de l'invasion de l'Irak en 2003, mais en 2014, le porte-parole des affaires étrangères, Søren Espersen, a déclaré que ce soutien avait été erroné et que le règne de l'ancien dictateur Saddam Hussein était « de loin préférable » aux événements qui ont suivi. Il a affirmé que le parti avait « aveuglément suivi » le Premier ministre Anders Fogh Rasmussen au moment de l'invasion.
Le parti a soutenu l'application par le Danemark d'une zone d'exclusion aérienne lors de l'intervention militaire de 2011 en Libye, mais était initialement sceptique quant aux propositions d'implication militaire directe du Danemark. Le parti a ensuite soutenu la décision par solidarité avec l'OTAN. La direction du parti a ensuite soutenu la prolongation de la mission danoise en Libye, malgré le désaccord de son porte-parole de la défense Ib Poulsen,. Trois ans après l'intervention, le porte-parole des affaires étrangères Espersen a déclaré que le soutien du parti à l'intervention était une « erreur » et reposait sur une mauvaise compréhension de l'idéologie des rebelles libyens.
Le parti a soutenu la participation danoise à l'opération Serval de la France contre les combattants islamistes au Mali. Cependant, il s'est opposé aux propositions d'implication du Danemark dans la guerre civile syrienne.
Sur les questions de politique étrangère, le parti souhaite la reconnaissance internationale de Taïwan et soutient celle-ci dans ses différends avec la Chine. En 2007, le parti s'est opposé à la reconnaissance de l'indépendance du Kosovo et a défendu le maintien de l'intégrité territoriale de la Serbie. Le parti soutient Israël, s'oppose à la reconnaissance de la Palestine et veut déplacer l'ambassade du Danemark en Israël à Jérusalem. Il soutient la politique étrangère des États-Unis et soutient l'adhésion du Danemark à l'OTAN.

## Dirigeants
- Pia Kjærsgaard, du 6 octobre 1995 au 11 septembre 2012.
- Kristian Thulesen Dahl, du 15 septembre 2012 au 23 janvier 2022.
- Morten Messerschmidt, depuis le 23 janvier 2022.

## Résultats électoraux
Il a obtenu 13,8 % des voix lors des élections législatives de 2007, soit 25 députés (24 députés en 2005), restant le troisième parti représenté au Folketing. Bien qu’il ne participe pas au gouvernement, il appuie le gouvernement libéral (Venstre) et conservateur d’Anders Fogh Rasmussen. Il oriente la politique très restrictive en matière d’immigration et de droits des étrangers au Danemark.
Lors des élections législatives danoises de 2011, il est en recul avec 436 333 voix (12,30 %, -1,60 %) et obtient 22 députés (soit trois de moins), retournant à l’opposition à un gouvernement de gauche.
Lors des élections européennes de 2014 au Danemark sont élus quatre députés européens : Morten Messerschmidt, Rikke Karlsson, Anders Primdahl Vistisen et Jørn Dohrmann. Le parti populaire obtient  605 766 voix (26,6 %, +11,3) et devient le principal parti danois. Rikke Karlsson quitte le parti au cours de la mandature mais continue de siéger au Parlement européen en tant qu'indépendante.

### Élections parlementaires
| Année | Voix    | %    | Rang | Sièges   | Gouvernement                                                             |
| ----- | ------- | ---- | ---- | -------- | ------------------------------------------------------------------------ |
| 1998  | 252 429 | 7,4  | 5e   | 13 / 179 | Soutien au cabinet Poul Nyrup Rasmussen IV                               |
| 2001  | 413 987 | 12,0 | 3e   | 22 / 179 | Soutien au cabinet Anders Fogh Rasmussen I                               |
| 2005  | 444 947 | 13,3 | 3e   | 24 / 179 | Soutien au cabinet Anders Fogh Rasmussen II                              |
| 2007  | 479 532 | 13,8 | 3e   | 25 / 179 | Soutien aux cabinets Anders Fogh Rasmussen III et Lars Løkke Rasmussen I |
| 2011  | 436 333 | 12,3 | 3e   | 22 / 179 | Opposition                                                               |
| 2015  | 741 746 | 21,1 | 2e   | 37 / 179 | Soutien aux cabinets Lars Løkke Rasmussen II et III                      |
| 2019  | 308 219 | 8,7  | 3e   | 16 / 179 | Opposition                                                               |
| 2022  | 93 428  | 2,6  | 12e  | 5 / 179  | Opposition                                                               |

### Élections européennes
| Année | Voix    | %    | Rang | Sièges | Tête de liste            | Groupe |
| ----- | ------- | ---- | ---- | ------ | ------------------------ | ------ |
| 1999  | 114 865 | 5,8  | 8e   | 1 / 16 | Mogens Camre             | UEN    |
| 2004  | 128 789 | 6,8  | 6e   | 1 / 14 | Mogens Camre             | UEN    |
| 2009  | 357 942 | 15,3 | 4e   | 2 / 13 | Morten Messerschmidt     | ELD    |
| 2014  | 605 766 | 26,6 | 1er  | 4 / 13 | Morten Messerschmidt     | CRE    |
| 2019  | 296 978 | 10,8 | 4e   | 1 / 14 | Peter Kofod Poulsen      | ID     |
| 2024  | 156 014 | 6,4  | 9e   | 1 / 14 | Anders Primdahl Vistisen | PfE    |